# Giải vô địch bóng đá U-17 thế giới
Giải vô địch bóng đá U-17 thế giới (tiếng Anh: FIFA U-17 World Cup hay trước đó là FIFA U-17 World Championship và FIFA U-16 World Championship) là giải bóng đá thế giới cho các cầu thủ nam dưới 17 tuổi do Liên đoàn bóng đá thế giới (FIFA) tổ chức. Giải lần đầu tổ chức tại Trung Quốc và đội tuyển đầu tiên vô địch là Nigeria, đồng thời Nigeria cũng là đội tuyển thành công nhất với 5 lần vô địch.

## Kết quả
| 1985 Chi tiết | Trung Quốc         | · Nigeria     | 2–0           | · Đức         | · Brasil       | 4–1           | · Guinée     |
| 1987 Chi tiết | Canada             | · Liên Xô     | 1–1 (4–2) pen | · Nigeria     | · Bờ Biển Ngà  | 2–1 hiệp phụ  | · Ý          |
| 1989 Chi tiết | Scotland           | · Ả Rập Xê Út | 2–2 (5–4) pen | · Scotland    | · Bồ Đào Nha   | 3–0           | · Bahrain    |
| 1991 Chi tiết | Ý                  | · Ghana       | 1–0           | · Tây Ban Nha | · Argentina    | 1–1 (4–1) pen | · Qatar      |
| 1993 Chi tiết | Nhật Bản           | · Nigeria     | 2–1           | · Ghana       | · Chile        | 1–1 (4–2) pen | · Ba Lan     |
| 1995 Chi tiết | Ecuador            | · Ghana       | 3–2           | · Brasil      | · Argentina    | 2–0           | · Oman       |
| 1997 Chi tiết | Ai Cập             | · Brasil      | 2–1           | · Ghana       | · Tây Ban Nha  | 2–1           | · Đức        |
| 1999 Chi tiết | New Zealand        | · Brasil      | 0–0 (8–7) pen | · Úc          | · Ghana        | 2–0           | · Hoa Kỳ     |
| 2001 Chi tiết | Trinidad và Tobago | · Pháp        | 3–0           | · Nigeria     | · Burkina Faso | 2–0           | · Argentina  |
| 2003 Chi tiết | Phần Lan           | · Brasil      | 1–0           | · Tây Ban Nha | · Argentina    | 1–1 (5–4) pen | · Colombia   |
| 2005 Chi tiết | Peru               | · México      | 3–0           | · Brasil      | · Hà Lan       | 2–1           | · Thổ Nhĩ Kỳ |
| 2007 Chi tiết | Hàn Quốc           | · Nigeria     | 0–0 (3–0) pen | · Tây Ban Nha | · Đức          | 2–1           | · Ghana      |
| 2009 Chi tiết | Nigeria            | · Thụy Sĩ     | 1–0           | · Nigeria     | · Tây Ban Nha  | 1–0           | · Colombia   |
| 2011 Chi tiết | México             | · México      | 2–0           | · Uruguay     | · Đức          | 4–3           | · Brasil     |
| 2013 Chi tiết | UAE                | · Nigeria     | 3–0           | · México      | · Thụy Điển    | 4–1           | · Argentina  |
| 2015 Chi tiết | Chile              | · Nigeria     | 2–0           | · Mali        | · Bỉ           | 3–2           | · México     |
| 2017 Chi tiết | Ấn Độ              | · Anh         | 5–2           | · Tây Ban Nha | · Brasil       | 2–0           | · Mali       |
| 2019 Chi tiết | Brasil             | · Brasil      | 2–1           | · México      | · Pháp         | 3–1           | · Hà Lan     |
| 2023 Chi tiết | Indonesia          | Đức           | 2-2 (4-3)     | Pháp          | Mali           | 3-0           | Argentina    |
| 2025 Chi tiết | Qatar              |               |               |               |                |               |              |
| 2026 Chi tiết | Qatar              |               |               |               |                |               |              |
| 2027 Chi tiết | Qatar              |               |               |               |                |               |              |
| 2028 Chi tiết | Qatar              |               |               |               |                |               |              |
| 2029 Chi tiết | Qatar              |               |               |               |                |               |              |

## Các quốc gia lọt vào chung kết
| Xếp hạng | Đội tuyển    | Vô địch                          | Á quân                     | Hạng ba              | Hạng tư        | Tổng số huy chương |
| 1        | Nigeria      | 5 (1985, 1993, 2007, 2013, 2015) | 3 (1987, 2001, 2009)       |                      |                | 8                  |
| 2        | Brasil       | 4 (1997, 1999, 2003, 2019)       | 2 (1995, 2005)             | 2 (1985, 2017)       | 1 (2011)       | 8                  |
| 3        | Ghana        | 2 (1991, 1995)                   | 2 (1993, 1997)             | 1 (1999)             | 1 (2007)       | 5                  |
| 4        | México       | 2 (2005, 2011)                   | 2 (2013,2019)              |                      | 1 (2015)       | 4                  |
| 5        | Pháp         | 1 (2001)                         |                            | 1 (2019)             |                | 2                  |
| 6        | Liên Xô      | 1 (1987)                         |                            |                      |                | 1                  |
| 6        | Ả Rập Xê Út  | 1 (1989)                         |                            |                      |                | 1                  |
| 6        | Thụy Sĩ      | 1 (2009)                         |                            |                      |                | 1                  |
| 6        | Anh          | 1 (2017)                         |                            |                      |                | 1                  |
| 6        | Đức          | 1 (2023)                         | 1 (1985)                   | 2 (2007, 2011)       | 1 (1997)       | 4                  |
| 11       | Tây Ban Nha  |                                  | 4 (1991, 2003, 2007, 2017) | 2 (1997, 2009)       |                | 4                  |
| 12       | Mali         |                                  | 1 (2015)                   |                      | 1 (2017)       | 1                  |
| 13       | Scotland     |                                  | 1 (1989)                   |                      |                | 1                  |
| 13       | Úc           |                                  | 1 (1999)                   |                      |                | 1                  |
| 13       | Uruguay      |                                  | 1 (2011)                   |                      |                | 1                  |
| 16       | Argentina    |                                  |                            | 3 (1991, 1995, 2003) | 2 (2001, 2013) | 3                  |
| 17       | Bờ Biển Ngà  |                                  |                            | 1 (1987)             |                | 1                  |
| 17       | Bồ Đào Nha   |                                  |                            | 1 (1989)             |                | 1                  |
| 17       | Chile        |                                  |                            | 1 (1993)             |                | 1                  |
| 17       | Burkina Faso |                                  |                            | 1 (2001)             |                | 1                  |
| 17       | Hà Lan       |                                  |                            | 1 (2005)             | 1 (2019)       | 1                  |
| 17       | Thụy Điển    |                                  |                            | 1 (2013)             |                | 1                  |
| 17       | Bỉ           |                                  |                            | 1 (2015)             |                | 1                  |
| 24       | Colombia     |                                  |                            |                      | 2 (2003, 2009) | –                  |
| 25       | Guinée       |                                  |                            |                      | 1 (1985)       | –                  |
| 25       | Ý            |                                  |                            |                      | 1 (1987)       | –                  |
| 25       | Bahrain      |                                  |                            |                      | 1 (1989)       | –                  |
| 25       | Qatar        |                                  |                            |                      | 1 (1991)       | –                  |
| 25       | Ba Lan       |                                  |                            |                      | 1 (1993)       | –                  |
| 25       | Oman         |                                  |                            |                      | 1 (1995)       | –                  |
| 25       | Hoa Kỳ       |                                  |                            |                      | 1 (1999)       | –                  |
| 25       | Thổ Nhĩ Kỳ   |                                  |                            |                      | 1 (2005)       | –                  |

1 Tây Đức

## Vô địch theo từng khu vực
| Liên đoàn (khu vực)                | Số danh hiệu                                                            |
| ---------------------------------- | ----------------------------------------------------------------------- |
| CAF (Châu Phi)                     | 7 danh hiệu, của Nigeria (5) và Ghana (2)                               |
| UEFA (Châu Âu)                     | 5 danh hiệu, bởi Pháp (1), Liên Xô (1), Thụy Sĩ (1), Anh (1) và Đức (1) |
| CONMEBOL (Nam Mỹ)                  | 4 danh hiệu, bởi Brazil                                                 |
| CONCACAF (Bắc, Trung Mỹ và Caribe) | 2 danh hiệu, bởi (México)                                               |
| AFC (Châu Á)                       | 1 danh hiệu, bởi (Ả Rập Xê Út)                                          |
| OFC (châu Đại Dương)               | Về nhì (Úc, 1999)                                                       |

## Giải thưởng

### Quả bóng vàng
Giải thưởng quả bóng vàng được trao cho cầu thủ thi đấu nổi bật nhất giải đấu. Nó được bầu chọn bởi giới truyền thông.
| Giải đấu                | Người giành giải        |
| ----------------------- | ----------------------- |
| 1985 Trung Quốc         | William                 |
| 1987 Canada             | Philip Osundu           |
| 1989 Scotland           | James Will              |
| 1991 Ý                  | Nii Lamptey             |
| 1993 Nhật Bản           | Daniel Addo             |
| 1995 Ecuador            | Mohamed Kathiri         |
| 1997 Ai Cập             | Sergio Santamaría       |
| 1999 New Zealand        | Landon Donovan          |
| 2001 Trinidad và Tobago | Florent Sinama Pongolle |
| 2003 Phần Lan           | Cesc Fàbregas           |
| 2005 Peru               | Anderson                |
| 2007 Hàn Quốc           | Toni Kroos              |
| 2009 Nigeria            | Sani Emmanuel           |
| 2011 México             | Julio Gómez             |
| 2013 UAE                | Kelechi Iheanacho       |
| 2015 Chile              | Kelechi Nwakali         |
| 2017 Ấn Độ              | Phil Foden              |
| 2019 Brasil             | Gabriel Veron           |
| 2023 Indonesia          | Paris Brunner           |

### Chiếc giày vàng
Giải thưởng chiếc giày vàng được trao cho cầu thủ ghi nhiều bàn nhất giải đấu. Nếu có nhiều hơn một cầu thủ ghi cùng một số bàn thắng, họ sẽ chọn cầu thủ theo số lần kiến tạo nhiều nhất trong giải đấu.
| Giải đấu                | Người giành giải        | Bàn thắng |
| ----------------------- | ----------------------- | --------- |
| 1985 Trung Quốc         | Marcel Witeczek         | 8         |
| 1987 Canada             | Moussa Traoré           | 5         |
| 1989 Scotland           | Fode Camara             | 3         |
| 1991 Ý                  | Adriano                 | 4         |
| 1993 Nhật Bản           | Wilson Oruma            | 6         |
| 1995 Ecuador            | Daniel Allsopp          | 5         |
| 1997 Ai Cập             | David                   | 7         |
| 1999 New Zealand        | Ishmael Addo            | 7         |
| 2001 Trinidad và Tobago | Florent Sinama Pongolle | 9         |
| 2003 Phần Lan           | Cesc Fàbregas           | 5         |
| 2005 Peru               | Carlos Vela             | 5         |
| 2007 Hàn Quốc           | Macauley Chrisantus     | 7         |
| 2009 Nigeria            | Borja González          | 5         |
| 2011 México             | Souleymane Coulibaly    | 9         |
| 2013 UAE                | Valmir Berisha          | 7         |
| 2015 Chile              | Victor Osimhen          | 10        |
| 2017 Ấn Độ              | Rhian Brewster          | 8         |
| 2019 Brasil             | Sontje Hansen           | 6         |
| 2023 Indonesia          | Agustin Riberto         | 8         |

### Găng tay vàng
Giải thưởng Găng tay vàng được trao cho thủ môn xuất sắc nhất giải đấu.
| Giải đấu       | Người giành giải  |
| -------------- | ----------------- |
| 2009 Nigeria   | Benjamin Siegrist |
| 2011 México    | Jonathan Cubero   |
| 2013 UAE       | Dele Alampasu     |
| 2015 Chile     | Samuel Diarra     |
| 2017 Ấn Độ     | Gabriel Brazão    |
| 2019 Brasil    | Matheus Donelli   |
| 2023 Indonesia | Paul Argney       |

### Giải FIFA Fair Play
FIFA Fair Play là giải thưởng được trao cho đội chơi đẹp nhất giải đấu và được bầu chọn bởi Hội đồng Fair Play của FIFA.
| Giải đấu                | Đội giành giải    |
| ----------------------- | ----------------- |
| 1985 Trung Quốc         | Tây Đức           |
| 1987 Canada             | Liên Xô           |
| 1989 Scotland           | Bahrain           |
| 1991 Ý                  | Argentina         |
| 1993 Nhật Bản           | Nigeria           |
| 1995 Ecuador            | Brasil            |
| 1997 Ai Cập             | Argentina         |
| 1999 New Zealand        | México            |
| 2001 Trinidad và Tobago | Nigeria           |
| 2003 Phần Lan           | Costa Rica        |
| 2005 Peru               | CHDCND Triều Tiên |
| 2007 Hàn Quốc           | Costa Rica        |
| 2009 Nigeria            | Nigeria           |
| 2011 México             | Nhật Bản          |
| 2013 UAE                | Nigeria           |
| 2015 Chile              | Ecuador           |
| 2017 Ấn Độ              | Brasil            |
| 2019 Brasil             | Ecuador           |